# フェルナンド・ロペス
フェルナンド・ロペス（Fernand Lopez Owonyebe、1978年11月12日 - ）は、カメルーンの格闘技トレーナー、元総合格闘家。フランス・パリ在住。MMAファクトリーの創設者兼ヘッドトレーナー。

## 来歴
カメルーンのルキエで生まれ、ヤウンデで育つ。幼少の頃から、テコンドー、ボクシング、柔道、レスリングを習った。
1997年、フランスに移住し、電気技師として働いた。ラグビー選手としてラグビー・プロD2でプレーしながらフランス国立スポーツ・専門知識・パフォーマンス研究所に通った。しかし、首の怪我で手術を受けラグビーを続けられなくなった。
その間に、フリー・ファイト・アカデミーでブラジリアン柔術を始め、首の怪我が回復するとレスリングやボクシングのトレーニングを再開し、最終的に総合格闘技を始めた。
2006年3月11日、総合格闘技デビューを果たし、絞め技で一本勝ちを収めた。
総合格闘技引退後に数年間フリー・ファイト・アカデミーで総合格闘技コーチを務めた後、独立し自身の格闘技ジム「クロスファイト」を設立、後に名称を「MMAファクトリー」に変更した。